# Castelo de Serviezel

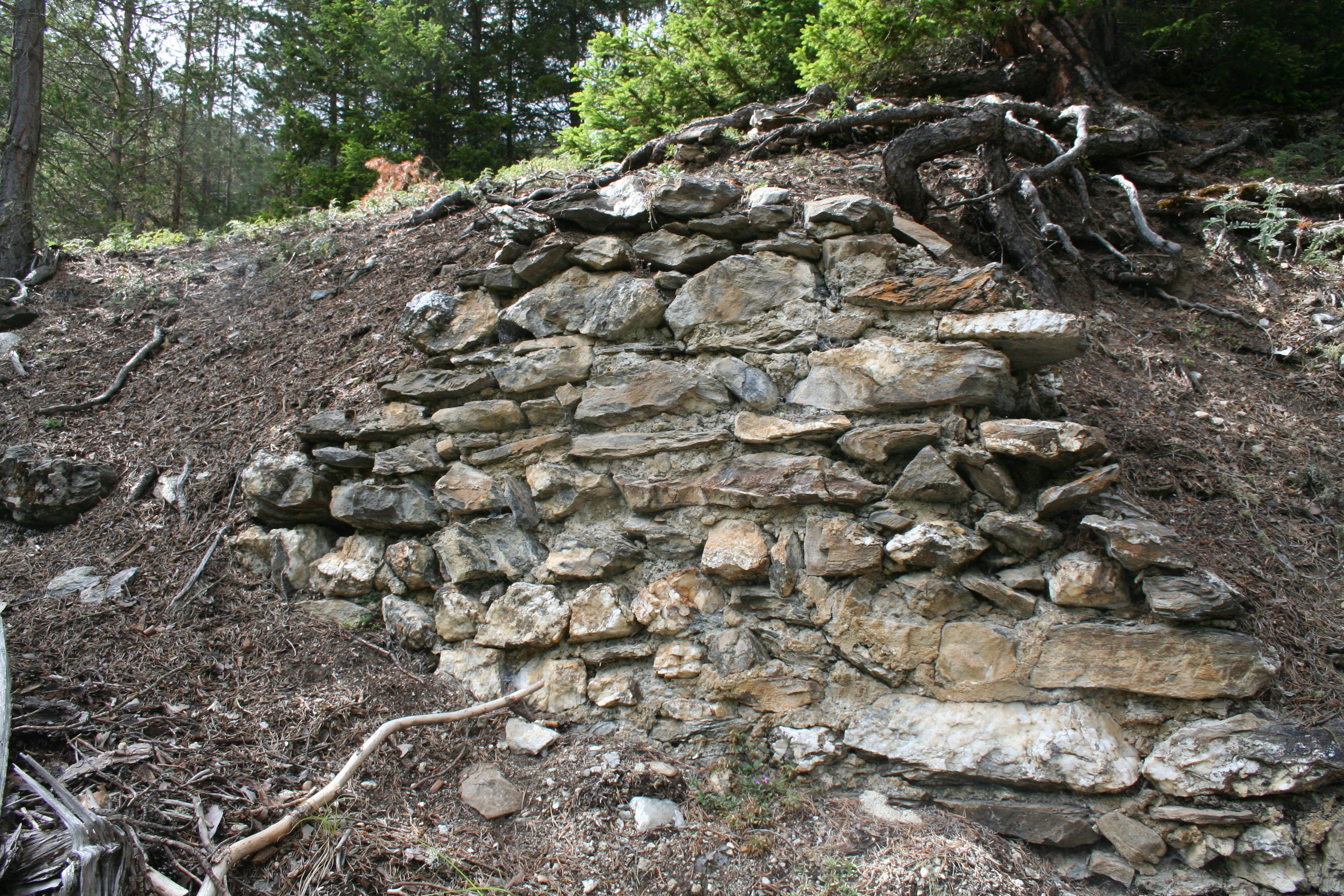
Ruina da parede sul do castelo

O Castelo de Serviezel é um par de ruinas localizadas em Valsot, na Suíça. Muito pouco se sabe sobre esse castelo, provavelmente construído no século XII. Está localizado no antigo município de Ramosch.

## História
Muito pouco se sabe sobre qualquer castelo, já que nenhum deles é mencionado em documentos medievais sobreviventes. Serviezel é provavelmente da família de Wezzels, uma pequena família nobre, que são mencionados pela primeira vez em 1150.

## Situação do Castelo
Como da para observar na imagem, o castelo está totalmente em ruinas, não existe nenhuma gravura, desenho ou qualquer coisa que mostre como era o castelo construído.
Ele se tornou um grande ponto turístico da Suíça, pelo fato da natureza ter tomado ele e transformado o castelo em uma bela junção de natureza e humanidade

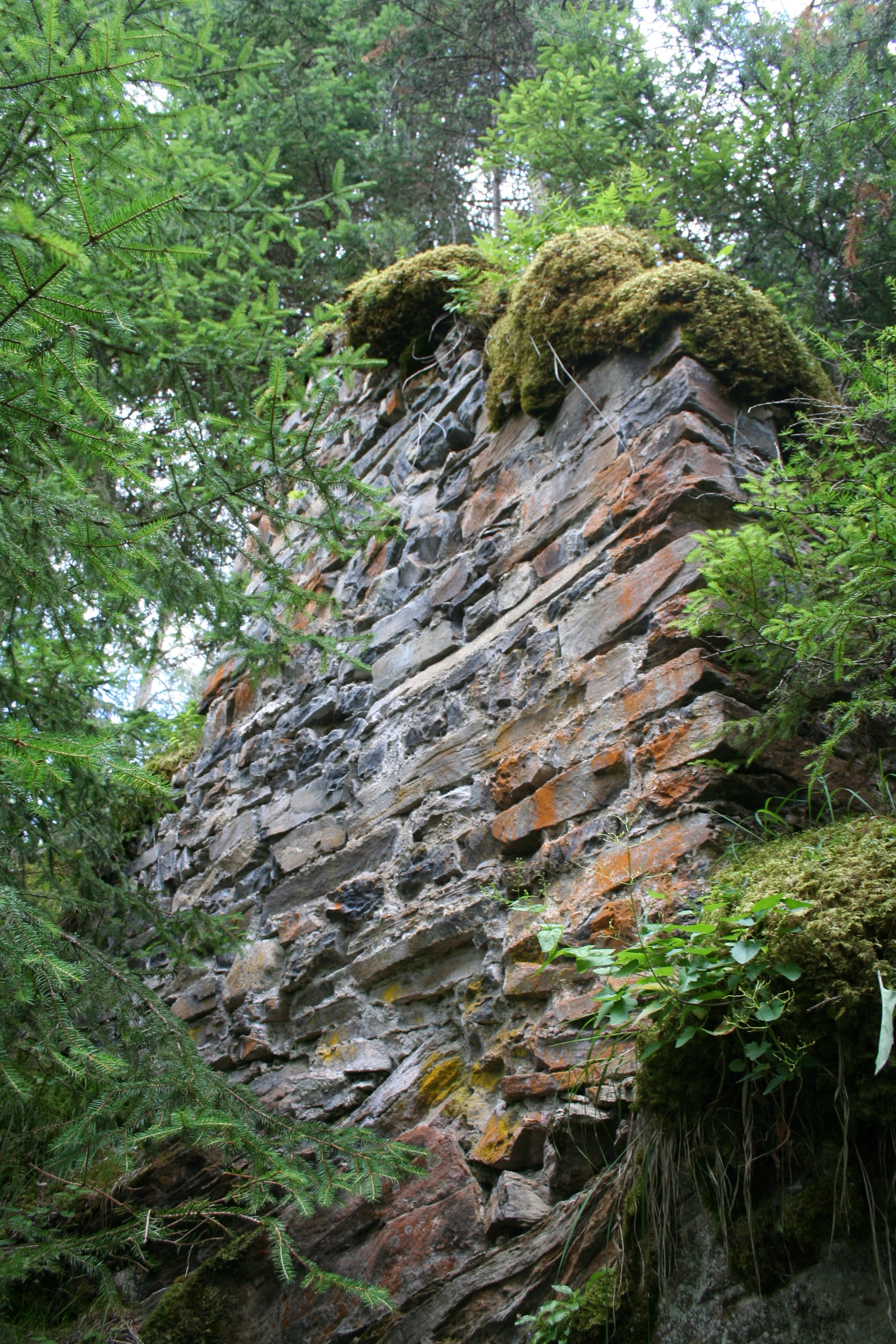
Ruina da parede norte do castelo